# Ada (Alabama)
Ada é uma comunidade não incorporada no condado de Montgomery, no estado norte-americano do Alabama.

## História
No período de 1881 a 1992, uma agência de correio funcionava sob o nome de Ada, o qual era o nome da primeira esposa do chefe do correio.